# Ancien hôtel de ville de La Réole
L'ancien hôtel de ville de La Réole ou Vieille halle aux grains est un immeuble municipal situé sur la commune de La Réole dans le département de la Gironde, en France.

## Localisation
L'édifice se trouve au cœur de la vieille ville, au nord de l'ensemble Prieuré - Église Saint-Pierre, entre la place Richard-Cœur-de-Lion et la place des Martyrs de la Résistance.

## Historique
La construction de l'édifice, contemporain de la première enceinte de la ville soit de la fin du XIIe siècle et du début du XIIIe siècle, est dite avoir été ordonnée par Richard Cœur-de-Lion (1157-1199). C'est en 1206 que Jean sans Terre a octroyé des privilèges commerciaux aux bourgeois de La Réole. La charte de franchise du 2 novembre 1206 donne aux habitants de La Réole le droit de commercer librement sur le territoire du roi d'Angleterre. Une jurade a pu se constituer à partir de cette date.
L'édifice de plan barlong de 29 m de long et 11 m de large. Il ne comprenait à l'origine qu'un rez-de-chaussée et un étage. Le rez-de-chaussée est divisé en deux nefs par une colonnade de cinq colonnes. Au XIVe siècle, le bâtiment a été exhaussé et le second niveau a été divisé en deux étages.
Il a subi des remaniements au cours des siècles comme le percement d'ouvertures de style Renaissance ou l'ajout d'un balcon de style flamboyant à l'étage. Le bâtiment était utilisé pour les réunions des jurats communaux et son rez-de-chaussée servit pendant longtemps de halle aux grains.
Pendant la Révolution, le rez-de-chaussée a été transformé en prison en ajoutant un plancher intermédiaire. Une nouvelle prison ayant été construite en 1845-1846, la ville a pu récupérer le bâtiment. Le rez-de-chaussée a été transformé pour faire une halle. Deux grandes arcades ont été ouvertes au sud du mur est. Les deux arcades côté nord ont ouvertes ensuite.

## Protection
L'édifice est classé au titre des monuments historiques par arrêté du 3 mai 1913 en totalité.

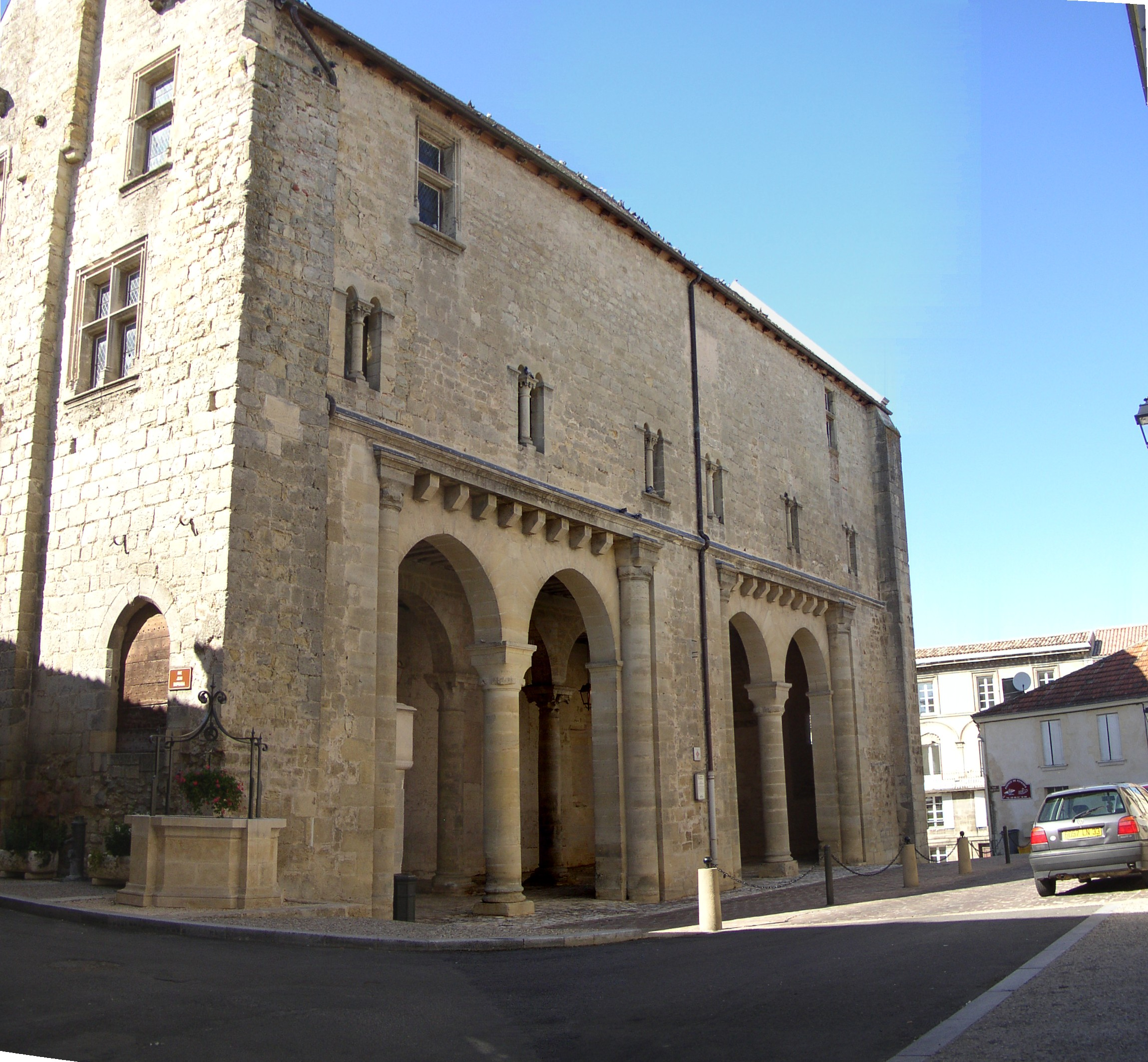
Flanc est (septembre 2006)
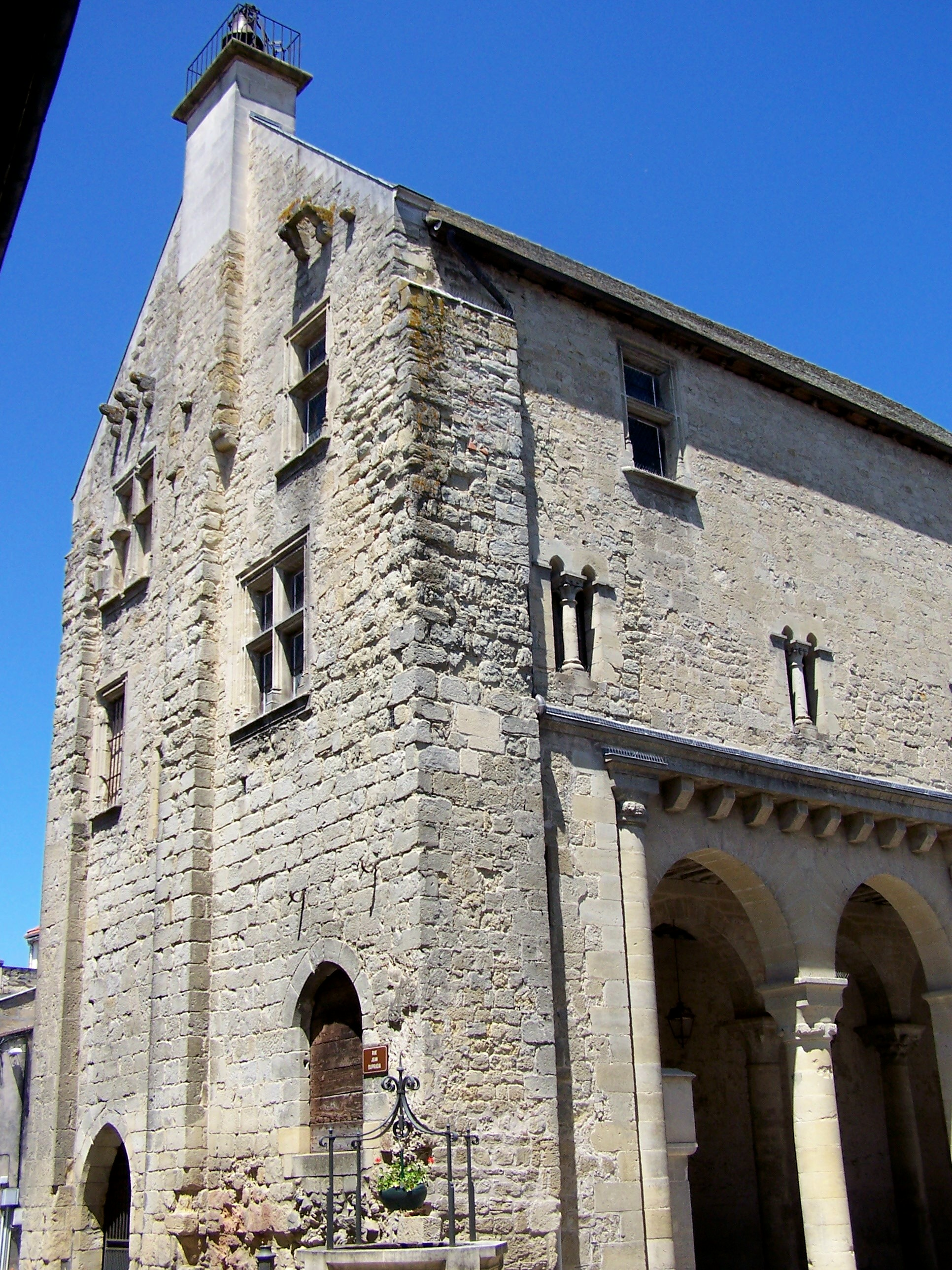
Pignon sud (mai 2009)
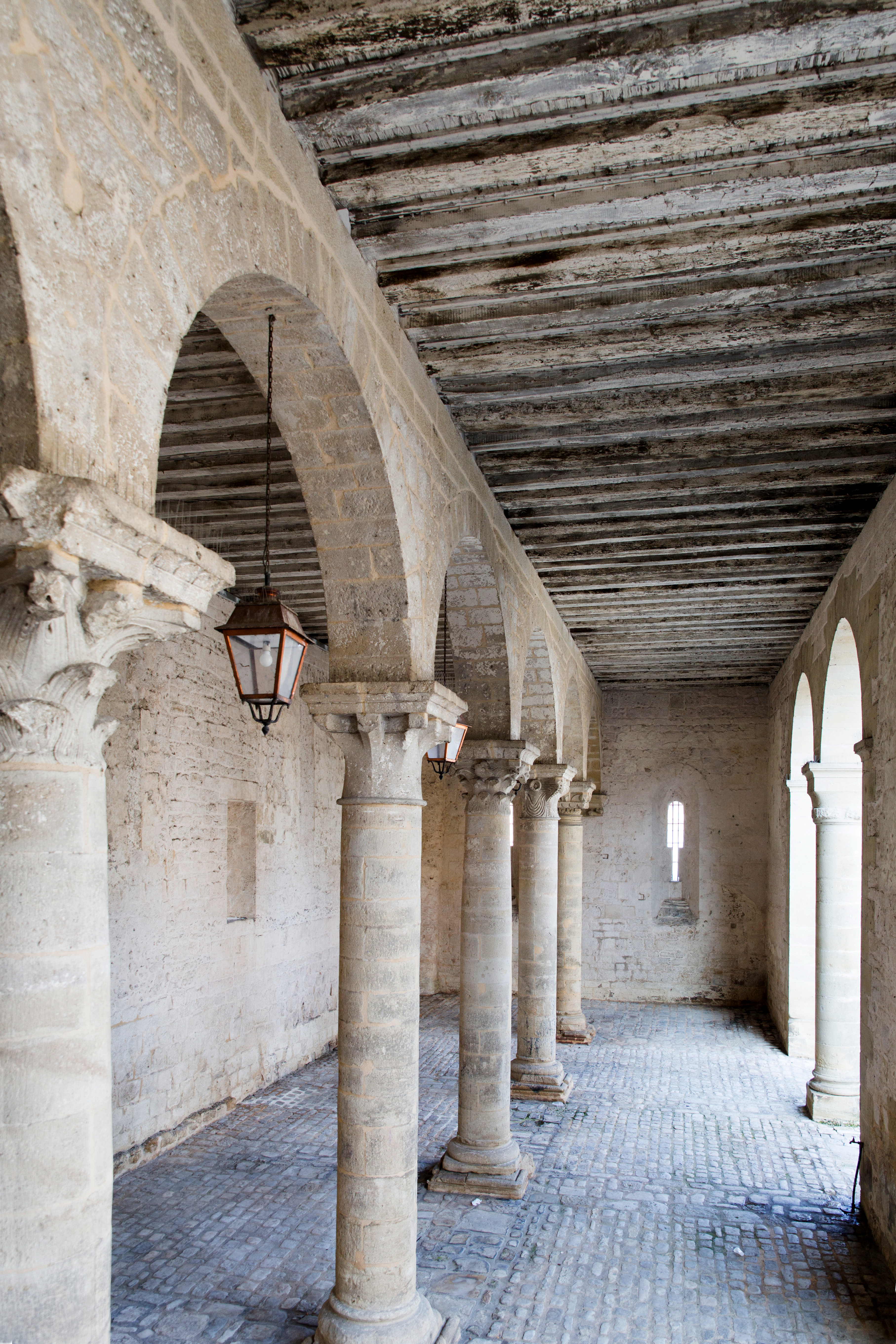
La halle
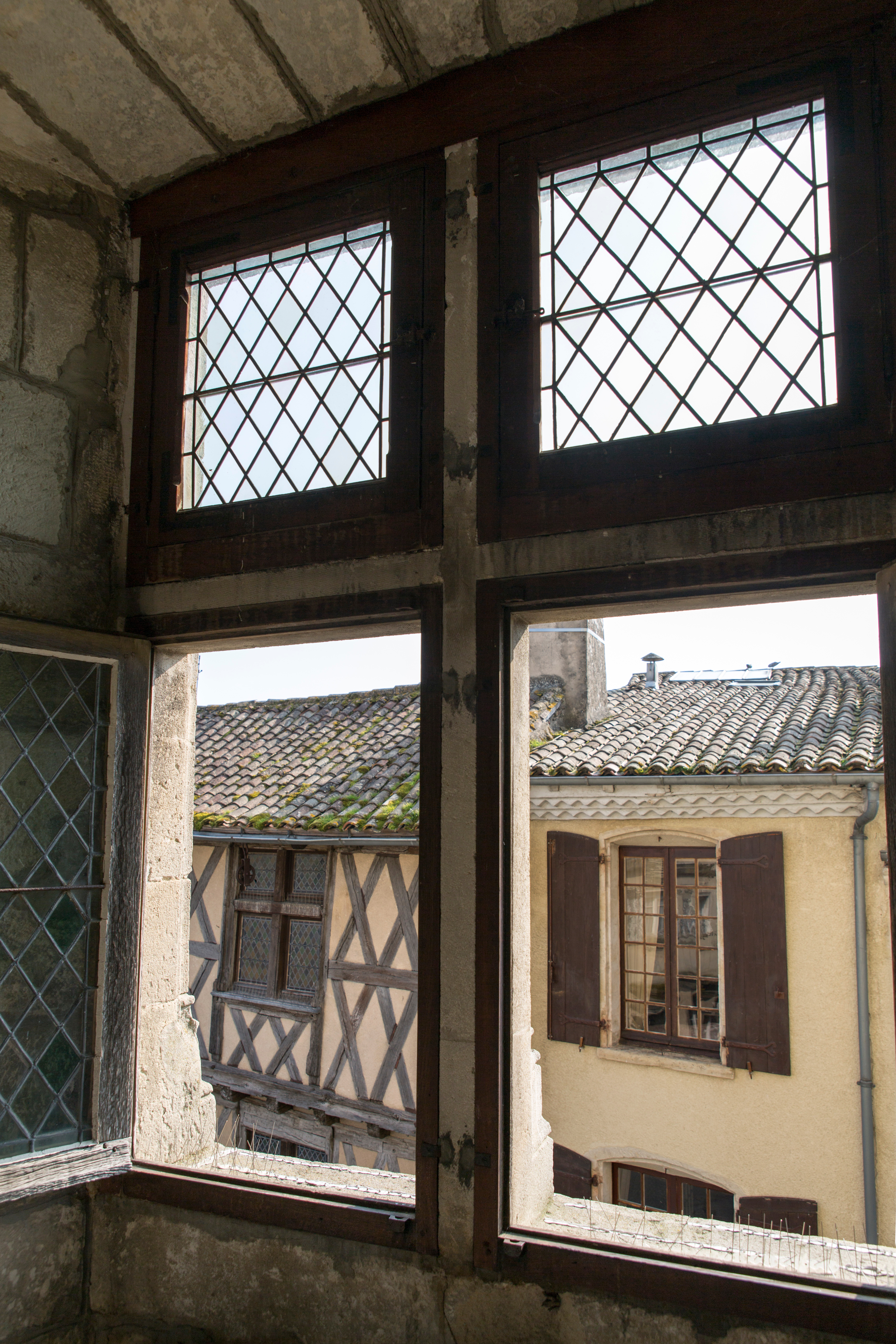
Vue d'une fenêtre sud (mars 2016)
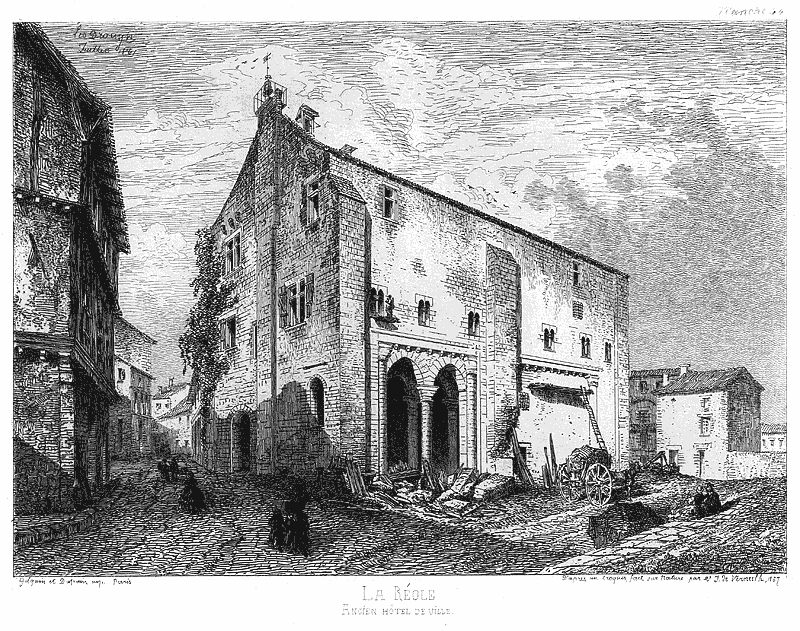
Vue sud-est, gravure de Léo Drouyn (1861)